# Bruno Guillon
Pour les articles homonymes, voir Guillon (homonymie).
 (novembre 2021).
Bruno Guillon, né le 25 juin 1971 à Saint-Jean-d'Angély, en Charente-Maritime, est un animateur de radio et de télévision français.
Depuis 2011, il anime à la radio tous les jours l'émission Bruno sur Fun Radio (autrefois Bruno dans la Radio) sur Fun Radio et Bon Dimanche Show chaque dimanche sur RTL.
Depuis le 23 août 2021, il anime à la télévision le jeu Chacun son tour toujours sur France 2.

## Carrière

### À la radio

#### Débuts
Bruno Guillon commence sa carrière radio à 12 ans sur Angély FM de 1983 à 1986[réf. à confirmer], puis Radio Benéze Stéréo (RBS) de 1986 à 1989, deux stations locales de sa ville natale, ainsi qu'à la radio locale Rochefort Contact Stéréo (RCS) de 1989 à 1996.

#### 1992-2008: NRJ
Il débute sur NRJ en local (à Nice) avec Michel Montana (speaker du PSG) et Philippe Despont (aujourd'hui à RFM).
Il commence par animer les nuits de NRJ national, entre minuit et 6 h, entre 1996 et 1998. À la suite du départ d'Éric Jean-Jean, il arrive sur la tranche musicale 9 h à 12 h, où il restera 3 ans, de 1998 à 2001. À la rentrée 2001, NRJ lui confie la matinale de la station, entre 6 h et 9 h, le 6/9. Il a la lourde tâche de succéder au Festival Roblès qui a passé plus de six ans sur cette antenne, et qui a eu un gros succès en termes d'audience. 
Bruno débute avec une grande équipe : Henri Delorme, Arnaud Lemort, Philippe Lelièvre et Jonathan Lambert l'accompagnent. Manu Payet les rejoint ensuite en septembre 2002. En septembre 2003, Bruno Guillon change d'équipiers pour le 6/9. Manu Payet est le seul à rester à ses côtés. Florian Gazan les rejoint.
Bruno Guillon participe à la création de deux albums parodiques : RN 6-9 en novembre 2002 et C'est commerçant en novembre 2004, réunissant quelques-unes des parodies enregistrées dans le cadre de son émission de radio. En 2006, Manu Payet décide de se consacrer à la représentation de son one man show. Il est remplacé par Camille Combal en septembre 2006.
Le 19 juin 2008, Bruno Guillon démissionne de NRJ, passe une dernière fois à l'antenne le 4 juillet 2008, puis rejoint Virgin Radio à la rentrée 2008 avec Camille Combal[réf. nécessaire].

#### 2008-2011: Virgin Radio
Le 1er septembre 2008, Bruno Guillon et Camille Combal font leur première sur Virgin Radio entre 17 h et 20 h, dans leur émission éponyme, Bruno Guillon et Camille encore appelée Le 17/20. Ils y recevront de nombreux invités quasi-quotidiennement, tels que Metallica, Liam Gallagher, Katy Perry et beaucoup d'autres artistes, acteurs ou animateurs télé, avant la disparition de l'émission le 5 juillet 2009. Il reprend la matinale de Virgin Radio à partir du 24 août 2009 de 5 h 30 à 9 h dans une émission appelée Bruno Guillon. Il est à présent accompagné de Arthur Pillu-Périer et de Christina Guilloton.
Le 26 février 2010, Bruno Guillon a sa propre webradio où il diffuse les meilleurs moments de son émission et sa musique préférée.
À partir du 23 août 2010, son morning commence à 5 h. Florian Gazan, son ex-comparse du 6/9 d'NRJ, le rejoint cette saison tandis qu'Arthur Pillu-Périer a quitté ce créneau pour le 17 h à 20 h avec Camille Combal dans son émission Camille Combal et son orchestre. Au sein de la matinale, la tranche 5 h à 6 h, animée par Elliot, est le best of de l'émission de la veille.

#### Depuis 2011: Fun Radio
À partir de 2011, Bruno Guillon est aux commandes, du lundi au vendredi, de Bruno dans la radio, la matinale de Fun Radio, pour remplacer Emmanuel Levy qui a quitté la station dancefloor de la rue Bayard pour NRJ. Il est accompagné de Florian Gazan, Christina Guilloton et Elliot Chemlekh, ainsi que d'une grande partie de son équipe habituelle. Cette matinale atteint, d'après les propos de Jérôme Fouqueray, le directeur général de la station, « le meilleur niveau d'audience jamais réalisé par une matinale Fun Radio ».
Son équipe principale est légèrement modifiée à la rentrée 2013, avec l'arrivée de Grégory Vacher.
À partir de la rentrée 2019, à la suite du départ de Grégory Vacher de l'équipe (Vacher anime désormais sa propre émission), Bruno Guillon anime Bruno dans la radio avec une équipe modifiée et élargie intégrant notamment Antoine Pino.
À partir de 2022, la matinale de Bruno dans la radio est rallongée jusqu'à midi avec une seconde partie d'émission animée à partir de 10 heures par Mikka Rocchia.

#### Depuis 2014: RTL
Pendant l'été 2014, il anime l'émission La Bonne Touche sur RTL en semaine du lundi au vendredi de 11 h à 12 h 30. Pendant l'été 2015, il anime l'émission GPS : Guillon prend le soleil sur RTL en semaine du lundi au vendredi de 11 h à 12 h 30.
Pendant les étés 2016, 2017 et 2018, il anime avec Caroline Diament Le Grand Quiz de l'été en semaine de 9 h 15 à 11 h sur RTL.
Pendant l'été 2019, il anime avec Bérénice Bourgueil Le Grand Quiz de l'été en semaine de 9 h 15 à 11 h sur RTL et en simultané sur Bel RTL. La formule est reprise en quotidienne sous le titre Tout à gagner lors de la saison 2020-2021, entre 11 h 30 et 12 h 30, jusqu'au 2 juillet 2021.
Depuis la rentrée 2021, il est à la tête du talk-show Le Bon Dimanche Show, tous les dimanches de 14 h à 15 h 30 sur RTL.

### À la télévision
Bruno Guillon fait ses premiers pas à la télévision sur TF1 en 2001 dans le magazine On vous aura prévenu ! diffusé en deuxième partie de soirée, et présenté par Jean-Pierre Foucault. Il tient le rôle de « l'assistant » de l'animateur.
En 2003, il fait partie de l'équipe des parodies télé de la chaîne Comédie ! dans La Téloose. En 2005, il anime Le Soiring de TPS Star sur TPS Star. De 2006 à 2007, il collabore sur M6 pour présenter Manu et Bruno sont dans la télé, toutes ses émissions de parodies ont été faites avec Manu Payet.
Occasionnellement, il présente des concerts sur TF1 ou sur NRJ 12, notamment le Concert pour la tolérance.
En avril 2008, il a son propre show sur NRJ 12 : Faites entrer l'invité, en compagnie de ses compères du 6/9 (Florian Gazan et Camille Combal) et de Rachel Legrain-Trapani. Cette émission est produite par Dominique Farrugia. L'émission cesse au départ de Bruno et Camille (partis de NRJ pour aller à Virgin Radio).
Le 20 décembre 2008, en première partie de soirée, il présente, avec Sandrine Quétier, sa première émission sur TF1 nommée Le Français le plus extraordinaire et le 2 janvier 2009, en compagnie de Flavie Flament, l'émission Les Disques d'Or 2008.
Le 15 décembre 2009, il anime une émission en première partie de soirée sur Virgin 17 : Chante… si tu peux qui ne connaît que quelques numéros. Des candidats (dont Magalie Vaé) essaient de chanter malgré les rudes épreuves que la production leur donne. Le jury de l'émission est composé de Francis Lalanne, Eve Angeli et de Philippe Candeloro.
Il fait aussi quelques apparitions dans le jeu En toutes lettres présenté par Julien Courbet sur France 2.
Il prépare un film nommé Simon et fait des apparitions récurrentes dans le jeu Mot de Passe et dans Fort Boyard, deux émissions de jeu sur France 2.
Du 27 septembre au 20 décembre 2012, sur France 4 il anime le jeu Fidèles au poste ! portant sur l'univers des médias auquel deux équipes de peoples prêtent main-forte à des humoristes ou comédiens sur des questions portant sur la télévision. France 4 annonce l'arrêt de l'émission qui ne sera pas reconduite en 2013. Il se voit confier une nouvelle émission de canulars et de caméras cachées qui s'appelle : Ils osent tout.

#### Depuis 2013: animateur sur France 2
Pendant l'été 2013, il anime Le 4e duel en remplacement de Julien Courbet et un nouveau jeu Avec ou sans joker sur France 2.
Les 6 et 7 décembre 2013, il coanime une émission pour le Téléthon, sur France 2 et France 3, en compagnie de Damien Thévenot.
Le 14 février 2014, il anime, en direct, en compagnie de Virginie Guilhaume les Victoires de la musique 2014.
En 2014, il anime la quatrième saison de l'émission humoristique On n'demande qu'à en rire sur France 2 en lieu et place de Jérémy Michalak. Tout comme ce dernier lors de la précédente saison, Bruno ne note pas les candidats.
En 2014-2015, il fait partie des « maîtres mots » du jeu Pyramide présenté par Olivier Minne sur France 2.
Le 12 février 2016, il anime en direct aux côtés de Virginie Guilhaume les Victoires de la musique 2016.
Le 29 avril 2016 il fait partie des chroniqueurs de L'Hebdo Show avec Arthur puis en juin de Cinq à sept avec Arthur présentés par Arthur sur TF1.
Le 10 février 2017 il anime en direct aux côtés de Thomas Thouroude les Victoires de la musique 2017 sur France 2.
Le 23 mai 2017, sur France 2, il coanime en première partie de soirée avec Nagui le jeu Tout le monde joue avec le code de la route.
Il fait partie des participants de la saison 2018 de Fort Boyard, ce qui constitue sa 7e participation au jeu estival  de France 2[source insuffisante]. Il a également participé deux fois au jeu musical Le Grand Blind test présenté par Laurence Boccolini sur TF1.
Il anime Le bêtisier de France 2 le 26 décembre 2017.
Il coanime avec Nagui Tout le monde joue avec la musique le 23 janvier 2018 en première partie de soirée, en direct, sur France 2.
À partir du 1er février 2018, il anime Les Z'amours sur France 2 en remplacement de Tex, jusqu'à l'arrêt de l'émission en 2021.
Le 12 juin 2018, il présente avec Nagui et Valérie Bègue Seul contre tous sur France 2.
En 2019, il présente sur France 3 une nouvelle émission, accompagné par André Manoukian, intitulée Les enfants de la musique chantent, qui est un mélange de La Fureur et Les Enfants de la télé.
En janvier 2020 il participe à l'émission Stars à nu sur TF1 présentée par Alessandra Sublet, aux côtés de Philippe Candeloro, Olivier Delacroix, Alexandre Devoise, Baptiste Giabiconi, Satya Oblette et Franck Sémonin.
Le 1er avril 2020, il présente exceptionnellement Tout le monde veut prendre sa place à la place de Nagui diffusé à 12 h sur France 2.
Le 15 avril 2021, il enregistre le dernier numéro des Z'amours, l'émission n'est pas reconduite à la rentrée, la diffusion a lieu en août 2021.
En 2021, il prend part pour la dixième fois à Fort Boyard, ce qui fait de lui la célébrité ayant le plus participé à l'émission depuis la création du jeu en 1990[réf. souhaitée], à égalité avec Élodie Gossuin.
À partir du 23 août 2021, il présente Chacun son tour sur France 2, jeu qui remplace Les Z'amours, émission historique qui est arrêtée après 26 ans d'antenne.
À partir du 1er avril 2023, il co-anime avec Nagui, sur France 2, une nouvelle émission : Votre Vie en JeuX.
Après avoir été l'une des personnalités candidates auprès de candidats anonymes dans Tout le monde a son mot à dire à partir de 2019, Bruno Guillon rejoint Sidonie Bonnec à la présentation du jeu en 2025, en remplacement d'Olivier Minne[réf. nécessaire].

## Synthèse de ses animations

### Télévision
- 2005 - 2007 : Le Soiring, avec Manu Payet, sur TPS Star
- 2006 - 2007 : Manu et Bruno sont dans la télé, avec Manu Payet, sur M6
- 2006-2007 : Concert pour la tolérance, avec Sandrine Quétier, sur TF1
- 2008 : Faites entrer l'invité, sur NRJ 12
- 2008 : Le Français le plus extraordinaire, avec Sandrine Quétier, sur TF1
- 2009 : Les disques d'or, avec Flavie Flament, sur TF1
- 2009 - 2010 : Chante... si tu peux !, sur Virgin 17
- 2012 : Fidèles au poste !, sur France 4
- 2013 : Ils osent tout !, sur France 4
- 2013 : Le Quatrième Duel, sur France 2
- 2013 : Avec ou sans joker, sur France 2
- 2013 : Téléthon, avec Damien Thévenot, sur France 2 et France 3
- 2014, 2016, 2017, 2020 : Les Victoires de la musique, avec Virginie Guilhaume puis Thomas Thouroude, sur France 2
- 2014 : On n'demande qu'à en rire, sur France 2
- Depuis 2015 : Téléthon sur France Télévisions
- 2017 : Le bêtisier, sur France 2
- 2017 - 2018 : Tout le monde joue, avec Nagui, sur France 2
- 2018 : Seul contre tous, avec Nagui et Valérie Bègue sur France 2
- 2018 - 2021 : Les Z'amours, sur France 2
- 2019 - 2021 : Les enfants de la musique chantent, avec André Manoukian, sur France 3
- 2019 : Nos plus belles années télé, avec Stéphane Bern sur France 2
- 2020 :  Tout le monde veut prendre sa place sur France 2 (émission du 1er avril)
- 2020 : Bruno dans la radio sur W9 (durant la période de confinement lié a la pandémie de COVID-19)
- Depuis 2020 : La grande soirée du bêtisier sur France 2
- Depuis 2021 : Chacun son tour sur France 2
- 2023-2024 : Votre vie en jeuX avec Nagui sur France 2
- 2023 : 100 % France sur France 2
- 2023 : La Grande Soirée du 31 de Paris sur France 2 : coanimation
- Depuis 2024 : Qui restera dans la lumière ? sur France 2[15]
- 2025 : Mieux dans ma tête - Parlons santé mentale sur France 2 : reporter
- 2025 : Intervilles sur France 2, avec Camille Cerf, Nagui et Valérie Bègue
- a partir de 2025 : Tout le monde a son mot à dire  sur France 2: coprésentation avec Sidonie Bonnec

### Radio
- 1996-1998 : Les nuits sur NRJ
- 1998-2001 : Le 9-12h sur NRJ
- 2001-2008 : Le 6/9 sur NRJ
- 2008-2009 : Bruno Guillon et Camille, c'est-à-dire le 17/20, sur Virgin Radio
- 2009-2011 : Bruno Guillon, la matinale, sur Virgin Radio
- depuis 2011 : Bruno dans la radio sur Fun Radio
- Été 2014 : La bonne touche sur RTL
- Été 2015 : GPS : Guillon prend le soleil, sur RTL
- Été 2016, 2017, 2018, 2019 : Le Grand Quiz de l'été avec Caroline Diament, en 2019 avec Bérénice Bourgueil sur RTL et BelRTL
- 2018 : Le Grand Quiz de Noël avec Caroline Diament sur RTL
- 2019 - 2021: Le grand studio RTL humour sur RTL
- 2020-2021 : Tout à gagner ! avec Bérénice Bourgueil sur RTL et BelRTL
- depuis 2021 : Le Bon Dimanche Show sur RTL

## Producteur
Bruno Guillon est également gérant de la société de production « Fingers in ze prod » créée en 2005.

## Vie privée
Bruno Guillon est marié avec Marion (chroniqueuse sur RFM et voix-off de Chasseurs d'appart), ils ont un fils.
Son grand-père Pierre Masson était résistant pendant la Seconde Guerre mondiale en Charente-Maritime notamment dans la poche de Royan.
Dans la nuit du 26 au 27 septembre 2023, l'animateur est séquestré avec sa famille à son domicile de Tessancourt-sur-Aubette par quatre hommes qui sont repartis avec un butin estimé à 80 000 euros. Une enquête pour vol à main armée en bande organisée et séquestration a été ouverte par le parquet de Versailles.

## Engagements associatifs et politiques
L'animateur fait partie des signataires d'une tribune de Juliette Méadel, secrétaire d'État chargée de l'Aide aux victimes, appelant à faire barrage à Marine Le Pen lors du 2e tour de la présidentielle de 2017 et à soutenir ainsi Emmanuel Macron, son adversaire,.

## Doublage

### Cinéma

#### Films
- 2008 : L'Œil du mal : Toby Grant (Ethan Embry)

#### Films d'animation
- 2006 : L'Âge de glace 2 : le fourmilier
- 2006 : Happy Feet : Raul[n 1]
- 2007 : Bee Movie : Drôle d'abeille : Jackson
- 2010 : Dragons : ?[n 2]